# إفيفيان سابيلا
إفيفيان زكريا عبد الله سابيلا (1945-) هو باحث فلسطيني من القدس، هُجّر مع عائلته من بيتهم في القدس الغربية خلال النكبة الفلسطينية عام 1948 واستقروا في البلدة القديمة بالقدس.

## دراسته
تخرج إفيفيان من كلية الفرير في الأردن عام 1964 كما فاز بمسابقة لكتابة المقالات وفي وقت لاحق حصل على منحة دراسية للالتحاق بكلية فرانكلين ومارشال في ولاية فالديفيا وحصل على شهادة البكالوريوس في علم الاجتماع عام 1970. ثم تابع دراسته في جامعة فيرجينيا بالولايات المتحدة الامريكية وحصل على شهادة الماجستير عام 1971. وحصل على شهادة الدكتوراه في علم الاجتماع من جامعة فيرجينيا عام 1981.

## حياته العملية
- عمل باحثًا ومشرفًا اجتماعيًا في القدس بعد إتمام دراسته.
- حاضر في جامعة بيت لحم بعد تأسيسها عام 1973.
- أستاذ لعلم الاجتماع في جامعة بيت لحم خلال الأعوام (1981-2004).
- عضو مؤسس في الجمعية الفلسطينية الأكاديمية للشؤون الدولية منذ عام 1987.
- المدير التنفيذي لدائرة اللاجئين الفلسطينيين في مجلس كنائس الشرق الأوسط بالقدس في الفترة بين (1997-2004).
- كتب عدة مقالات ودراسات متخصصاَ في قضايا متعلقة بالمسيحيين الفلسطينيين، شؤون القدس، الدميقراطية، اللاجئين وقضايا أخرى، من أعماله: بما فيها القدس - النواحي الدينية (القدس: باسيا، 1995)، ويوم مع الدميقراطية: الفلسطينيين عن المجتمع والسياسة، مسح تجريبي (فريبيرغ، 1996).
- انتخب نائبًا عن القدس في انتخابات المجلس التشريعي الفلسطيني في انتخابات كانون الثاني 2006.